# Muchosransk

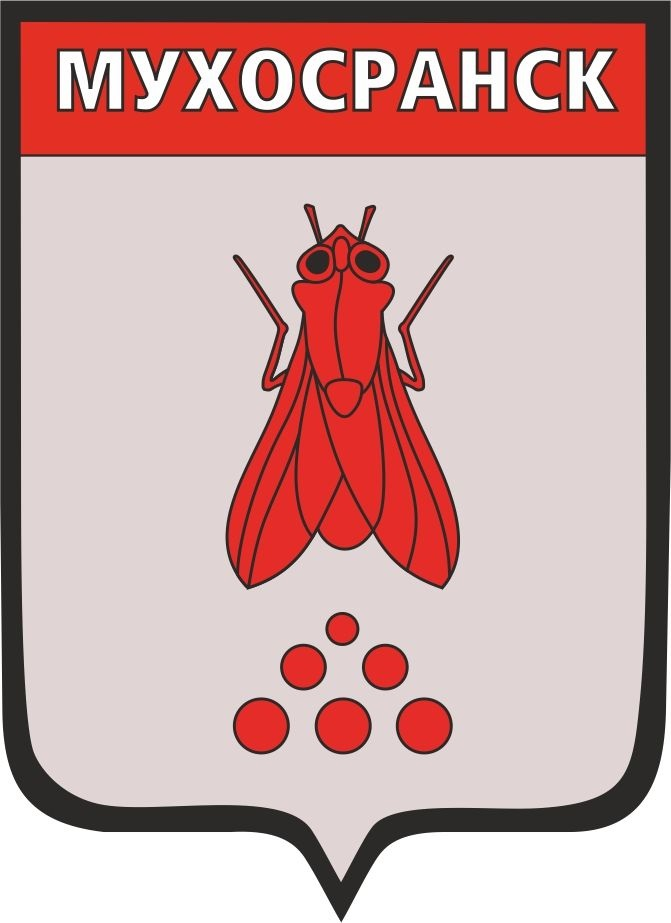
Neoficiální erb Muchosransku

Muchosransk (rusky Мухосра́нск, ukrajinsky Мухосранськ) je ruské pejorativní kvazi-toponymum, které označuje malé město, provinční město, nevýznamnou obec, které vzniklo v Sovětském svazu a je užíváno dodnes. Český ekvivalent slova Muchosransk je „Prdelákov“.
Toto toponymum označuje popisovanou obec nebo město z negativní stránky a poukazuje na jeho vzdálenost od zdánlivé civilizace či většího města, zanedbanost, ale také osobní postoj mluvčího k místu, což může být ve skutečnosti dosti neobjektivní. Alexandr Fjodorovič Bělousov klasifikuje Muchosransk jako obscénní označení.

## Původ
Podle jedné verze označení mohlo vzniknout v příběhu „Jak to bylo“ od sovětského fejetonisty Antona Zoricha.
Když v roce 1862 sestavovali mapu země, nechtěli toto město pro jeho nevýznamnost vůbec vyznačit. Po chvíli se však po mapě začala plazit moucha a zanechala za sebou bod. Tento bod byl změřen a bylo zjištěno, že moucha označila přesně polohu našeho města; moucha byla tak úhledná, že trefila správně stupně, zeměpisnou šířku i délku. Nakonec přidali označení a bylo z toho město.
V. V. Abašev, A. F. Bělousov, T. V. Civjan, Геопанорама русской культуры: Провинция и её локальные тексты
Samotný název Muchosransk však v textu chybí. Poprvé se toto označení doslovně objevilo v roce 1961 v povídce Ally Ktorovové.
Nyní je padesátý rok a Lina maturuje. Věci nemohly být lepší. Za všechny tři roky studia neměla ani jedno B. Naprostá vynikající studentka a ona, mezi pěti procenty, která se obzvláště vyznamenala, není poslána pracovat do „Muchosransku“, ale má příležitost vstoupit do Farmaceutického institutu v Moskvě.
Алла Кторова, Кларка-террористка